# Spachea tricarpa
Spachea tricarpa är en tvåhjärtbladig växtart som beskrevs av Adrien Henri Laurent de Jussieu. Spachea tricarpa ingår i släktet Spachea och familjen Malpighiaceae. Inga underarter finns listade i Catalogue of Life.